# ビーコンプラザ
B-Con Plaza（ビーコンプラザ）は、大分県別府市山の手町にある複合施設の総称。別府市市民ホール、大分県立別府コンベンションセンターなどからなる。敷地内の各施設は愛称を共有しているが、運営面では別府市部分と大分県部分とに管轄が分かれる。

## 施設
1995年3月4日に竣工した。大分県出身の建築家・磯崎新による設計は、BCS賞を受賞した。
施設内で最も多くの面積を取る直方体の建物は、内部で大きく別府市市民ホールと大分県立別府コンベンションセンターに分かれている。
別府市市民ホールは、フィルハーモニアホールと呼ばれる、最大座席数1,190席の音楽専用ホール。1階席の周囲を、2 - 4層部分の馬蹄形に並んだバルコニー席が囲んでおり、オペラハウスのような形状となっている。
大分県立別府コンベンションセンターは、コンベンションホールと呼ばれ、長方形のアリーナ部と短辺片側に設置された固定スタンド1,910席を基本形とした多目的スペースになっている。仮設・移動席などを含めると最大8,000人を収容できる。集会の他、展示会やスポーツイベントなどに利用されている。
直方体の建物に隣接して円筒形の建物（国際会議場、会議室）と底面が楕円形のレセプションホール棟がある。その他、駐車場や運動公園などの施設を付帯している。
また、敷地内には「グローバルタワー」という高さ125 mの展望塔があり、観光面で、日本で3番目に建設された高層タワーである別府タワーに代わる建物となっている。大分県出身の建築家・磯崎新の設計。2本の手中と、それを支える弧状の柱がユニークなデザインであるが、この形状は、別府公園中央部の海抜0m地点を中心とする、直径1kmの巨大な球を描いた時の「仮装の球」の一部の曲面と、それに交差する円柱部により構成されている。地上100 mの高さにある展望デッキは、前面、側面、後面が全てガラス張りになっている他、天井部分はワイヤーを張っただけのオープンエアーになっており、まるで宙に浮いているかのような感覚にさせられる。ここから360度の大パノラマを満喫でき、天気が良ければ別府湾を挟んで四国まで望める（営業時間は9:00 - 21:00。12 - 2月は9:00 - 17:00）。このタワーは日本夜景遺産に選定されている。
ビーコンプラザのある地区は、別府市役所の他、別府公園、野口原総合運動場などがあり、集客施設が集中する地区となっている。

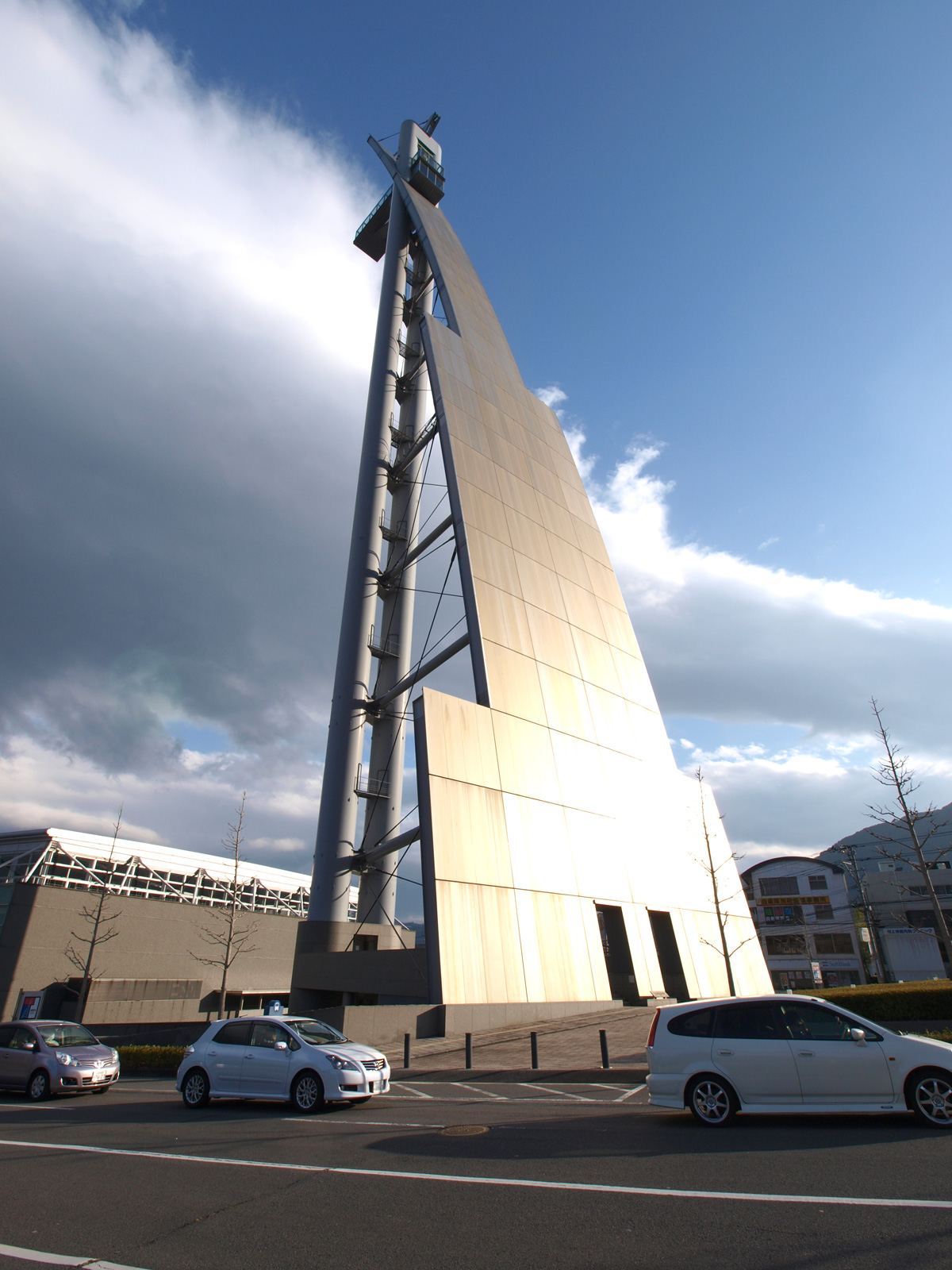
グローバルタワー

## 施設の利用

### スポーツ施設として
- bjリーグの大分ヒートデビルズ（現愛媛オレンジバイキングス）がメイン会場として使用していた。試合ではコンベンションホールで行われ、設備のうち3,925席が利用された。
  - 2005-2006シーズンにおいては、メイン会場であるビーコンプラザでは初のホームゲームを含む6試合が行われるのみで、サブ会場である「べっぷアリーナ」ではそれを大きく上回る14試合が開催された。このため、このシーズンでは当施設は実質的なサブ会場であったといえる。
  - 2006-2007シーズンでは、当施設での試合数は6と変化はなかったが、「ファンを根付かせるために大分県内外の多くの施設で分散して試合を行う」という方針のため、会場別試合数としては最多となった（他会場での試合はそれぞれ4以下）。
  - 2009年1月 - bjリーグオールスターゲームが開催された。
- フットサルチームバサジィ大分のサブメインアリーナである。
- 2008年 - チャレンジ!おおいた国体では、バレーボール（成年男子6人制）と新体操の会場となった。
- 2018年9月17日 - 新日本プロレス DESTRUCTION　in BEPPUが開催された[5]。

### コンベンション施設として
- 2007年12月 - 第1回アジア太平洋水サミットの主会場として使用された。
- 2010年8月7日・8日 - 2010年日本APECの一環として開催された成長戦略ハイレベル会合の会場として使用された。

### コンサート施設として
- 2000年5月27日 - 浜田省吾「ON THE ROAD 2001 "THE MONOCHROME RAINBOW 2000 Spring Tour"」
- 8月26日 - モーニング娘。「モーニング娘。コンサートツアーSummer2000」
- 2008年6月14日 - ゆず「YUZU ARENA TOUR 2008 WONDRFUL WORLD」
- 11月19日・20日 - KinKi Kids「キンキキッズ 緊急全国ツアー KinKi you コンサート」
- 12月6日・7日 - NEWS「NEWS WINTER PARTY DIAMOND」
- 2009年3月5日・6日 - Mr.Children「Mr.Children Tour 2009 〜終末のコンフィデンスソングス〜」
- 5月16日・17日 - 安室奈美恵「namie amuro BEST FICTION TOUR 2008-2009」
- 6月27日・28日 - 関ジャニ∞「関ジャニ∞ TOUR 2009 PUZZLE」
- 8月19日 - 平井堅「Ken's Bar 2009」
- 2013年10月27日 ‐ ももいろクローバーZ「ももいろクローバーZ JAPAN TOUR 2013 「GOUNN」」
- 2016年5月14日・15日 - 小田和正「KAZUMASA ODA TOUR 2016 君住む街へ」
- 11月26日 - 有安杏果「ココロノセンリツ 〜Feel a heartbeat〜 Vol.0.5」
- 2017年1月14日・15日 - 水樹奈々「NANA MIZUKI LIVE ZIPANGU 2017」
- 2018年11月23日・24日 - Mr.Children「Mr.Children Tour 2018-19 重力と呼吸」
- 2019年6月8日・9日 - back number「back number NO MAGIC TOUR 2019」

## 名称の由来
B-Con は、Beppu Convention、または、Beppu Convention center の略とされている。同音の英語「beacon」にかけているのだが、beaconとは、高所に掲げた合図・信号のための灯火を意味し、かがり火・狼煙・灯台などと訳される。敷地内にあるグローバルタワーが、そのbeaconを模している。

## 交通
- JR九州日豊本線別府駅から徒歩約15分、別府駅西口より亀の井バス5分。（日中1時間に4 - 6本運行）